# 津久井箇人
津久井 箇人（つくい かずひと、1982年4月24日 - ）は、日本の作曲家、編曲家、ゲームライター、ゲームクリエイター。東京都出身。かつて小島久尚、望月由絵らと音楽制作集団「サウンドグループ」を、その後「S-TRiBE」、「NEX-TRIBE」という個人サークルで活動していた。VOCALOID作品を発表する際はそそそPという名義を使う。かつてトランスなどを個人で発表する際はKaz-Hit（カズヒット）という名義も使用していた。

## 人物
中学時代に音楽ツクールかなでーるで作曲をはじめ、高校時代はバンドでボーカルを務めながら演奏の打ち込みパート制作も担当。小室哲哉らの影響を受けて楽曲制作活動を本格的に開始。プロデビュー以降もインターネット等で積極的に活動を行い、プロとアマチュアの間に立ってバランスを取る「人同士のコミュニケーションを重視した商店街の魚屋さんのような音楽屋さん」というミュージシャンの在り方を模索している。また『第三の波(著・アルビン・トフラー)』にあるプロシューマーの考えに理解を示す。
また、ゲームの趣味が高じてライター業にも進出している。2011年からゲームニュースサイト・インサイド、2016年からxRニュースサイト・PANORAにてニュース原稿を執筆。インサイドでは、ゲームプレイレポート「そそれぽ」を、PANORAではVR体験レポート「だいぶVR」をそれぞれ連載した。2019年にはゲームニュースサイト・Gamerにて「そそそのダウンロードゲームれこめんど」を短期間連載した。自身の記事に対する自らのX(Twitter)での不用意な発言から、まとめサイトに取り上げられるなど炎上することもしばしば見受けられた。
ゲーム制作会社アートディンクに就職し、2022年発売のゲーム「SDガンダム バトルアライアンス」ではSEアーティストとして参加。2023年に配信された「トライアングルストラテジー」無料アップデートではExtra Story開発スタッフのスクリプト担当として参加。

## 楽曲提供

### 作曲
- 愛内里菜
  - 「TRIP」
- 北原愛子
  - 「ユートピア」
- 滴草由実
  - 「Cause It's My Life」

### 作編曲
- 落合祐里香
  - 「Lost Meaning」
  - 「Eternity」
- 愛内里菜
  - 「モーニングエール」
  - 「REASON」
- 井上喜久子
  - 「メリー・ゴー・ラウンド」(PS2「D→A:BLACK」登場キャラクター和泉恵都キャラクターソング)
- スパークリング☆ポイント
  - 「OH! My Honey～ヤキソバかきこんで～」

### 編曲
- 愛内里菜
  - 「PRECIOUS PLACE」(PS2「Another Century's Episode 2」エンディングテーマ)
  - 「シンプル」
- スパークリング☆ポイント
  - 「シャナナナ～♪花歌まじりで」

### Kaz-Hit名義での発表
- TRANCE HEAVEN 01
  - 「LET'S PARTY」
  - 「HAPPY NEW YEAR!!」
- TRANCE HEAVEN 02
  - 「KICK IT TOGETHER」

※ 以上の作品のCDにおけるアーティスト表記はSOUNDGROUP PRESENTS KAZ-HITとなっている

### ゲーム音楽
- SDガンダム バトルアライアンス（発売元：バンダイナムコエンターテインメント　開発：アートディンク）[要出典]
  - 「バトル（SDガンダム SD戦国伝 国盗り物語より）」（アレンジ）
  - 「バトル（SDコマンドガンダム G-ARMS オペレーションガンダムより）」（アレンジ）
  - 「戦闘（SDガンダム外伝 ナイトガンダム物語 大いなる遺産より）」（アレンジ）
  - 「フィールド（SDガンダム外伝 ナイトガンダム物語 大いなる遺産より）」（アレンジ）
  - 「ボス戦1（SDガンダム外伝 ナイトガンダム物語 大いなる遺産より）」（アレンジ）
  - 「ボス戦2（SDガンダム外伝 ナイトガンダム物語 大いなる遺産より）」（アレンジ）
  - 「ボス戦2（SDガンダム外伝 ナイトガンダム物語 大いなる遺産より）」（アレンジ）
  - 「大決戦（OVA SDガンダム外伝シリーズより）」（アレンジ）
  - 一部BGM[3]

## そそそPとしての活動
主に初音ミクや巡音ルカなどVOCALOIDを使用した楽曲の発表。初音ミクの発売元であるクリプトン・フューチャー・メディアが立ち上げた音楽レーベル・KARENTには第1弾アーティストとして参加。インターネット上での自主制作活動とプロとしての制作活動を並行して行っていることから朝日新聞やASCII.jpにはインタビュー記事が掲載された。

### アルバム
- NEXT (Ver.i) feat. 初音ミク (ネット配信) レーベル：KARENT　2008年12月1日リリース

1. 「Next Stage (Album Edition)」
2. 「命の翼-Listen to my soul-」
3. 「サヨナラ」
4. 「Prime Drive」
5. 「Take Off」
6. 「Trust You」
7. 「My Everything」
8. 「アリガトウを言えたなら」
9. 「あなたがいるから-Monitor of Love-」
10. 「Shooting Star Prologue」
11. 「A Day」
12. 「きっとこの場所で」
13. 「Pure Heart」

- World Breakout feat. 巡音ルカ (ネット配信) レーベル：KARENT　2010年1月30日リリース

1. 「Change the World」
2. 「World Breakout」
3. 「Looking for」
4. 「Egoist」
5. 「永遠のはじまり」
6. 「千年一夜の夢」
7. 「I Am Queen」
8. 「Night of Blizzard」
9. 「Walk your way」
10. 「Mind Flower」
11. 「Secret Track」

- REBOOT feat. 初音ミク（ネット配信）レーベル：KARENT　2010年7月28日リリース

1. 「Generation Breaker」
2. 「Try for Keeps-時代はいつでもLOOPする- (Album Edition)」
3. 「Freeze (Album Edition)」
4. 「愛の翼-Eternal Song-」
5. 「Fly with me」
6. 「Fall in love with you (Album Edition)」
7. 「Experience Point」
8. 「I wanna keep your smile」
9. 「素直になれたら」
10. 「South Wind Memories」
11. 「僕達のセカイ」
12. 「White Railroad」

### シングル
- Looking for feat. 巡音ルカ (CD-R) 自主制作　2009年2月22日リリース　現在は絶版

1. 「Looking for」
2. 「Change the World」
3. 「Walk your way」
4. 「Looking for (Instrumental)」
5. 「Change the World (Instrumental)」
6. 「Walk your way (Instrumental)」
7. 「Looking for (English version)」

- 愛の翼 -Eternal Song- feat. 初音ミク (ネット配信) レーベル：KarenT　2009年8月31日リリース

1. 「愛の翼 -Eternal Song-」
2. 「命の翼 -Listen to my soul- (Kaz-Hitrance Mix)」
3. 「愛の翼 -Eternal Song- (Instrumental&Chorus)」
4. 「愛の翼 -Eternal Song- (Instrumental)」

- 黒のツバサ 　2010年8月31日リリース

1. 「黒のツバサ feat.初音ミク」
2. 「白い翼の少年 (Digital-M-Mix) feat.初音ミク」
3. 「黒のツバサ (Ride on the wind Mix) feat.初音ミク」

- GROW feat. 初音ミク　2011年8月31日リリース
- Sunspot Cycle feat. 鏡音リン & 鏡音レン　2011年12月21日リリース
- 運命の歯車を廻して feat. 初音ミク　2012年8月31日リリース

### 配信限定シングル
| 発売日        | タイトル                                        |
| ------------- | ----------------------------------------------- |
| 2023年5月26日 | ラブソングを聴いてほしいのだが。 feat. 重音テト |
| 2023年5月26日 | BLUE BIRD LOOP feat. 重音テト                   |

### 動画投稿サイト等で発表された作品
- 初音ミク
  - 「まかせて！チン・トン・シャン」(田村英里子のカヴァー、アニメ『少年アシベ』主題歌)
  - 「悲しみよこんにちは」(斉藤由貴のカヴァー、アニメ『めぞん一刻』主題歌)
  - 「あなたがいるから-Monitor of Love-」(寺島情報企画『DTMマガジン』増刊『ザ・ボーカロイド CV01 初音ミク』クリスマスソングコンテスト入賞)
  - 「Shooting Star Prologue」(PSP『[初音ミク -Project DIVA-]』収録)
  - 「サヨナラ」(動画サイト『zoome』クリプトン公認のサークル『藤田咲と下田麻美のTDKI』コーナー『zoomeあわ～』で紹介)
  - 「Next Stage」[注 1](テレビ東京『うぇぶたま3』企画『初音ミクベストプロデューサーコンテスト』佳作)
  - 「きっとこの場所で」
  - 「Prime Drive」[注 1]
  - 「命の翼-Listen to my soul-」
  - 「アリガトウを言えたなら」
  - 「Freeze」
  - 「のぼり棒 (POLE DANCE MIX)」(乱数Pのカヴァー)
  - 「Try for Keeps-時代はいつでもLOOPする-」
  - 「Fall in love with you (Extended Mix)」
  - 「South Wind Memories」
  - 「Generation Breaker」
  - 「I wanna keep your smile」
  - 「White Railroad」
  - 「僕達のセカイ」
  - 「Fly with me」
- 巡音ルカ
  - 「Looking for」
  - 「Change the World」
  - 「Walk your way」
  - 「千年一夜の夢」
  - 「Mind Flower」

### メディア掲載
- 雑誌・新聞
  - DTMマガジン増刊 CV01初音ミク 2008年01月号
  - ヤマハムックシリーズ VOCALOIDを楽しもう
  - 朝日新聞 別刷「Be」『世界に広がる仮想歌姫「初音ミク」』
  - ヤマハムックシリーズ VOCALOIDを楽しもう Vol.2
  - 初音ミク-Project DIVA-マスターブック
- インターネット
  - asahi.com『世界に広がる仮想歌姫「初音ミク」新進クリエーターに迫る』
  - asahi.com『【初音ミク特集】作曲家・津久井箇人さんインタビュー』
  - ASCII.jp『プロがネット音楽で目指すのは「商店街の魚屋さん」』